# Haune-Hochflächen
Die Haune-Hochflächen sind ein östlich der Fulda und westlich der Rhön gelegener Naturraum (355.3) beiderseits des Unterlaufes der Haune im Fulda-Haune-Tafelland (Haupteinheit 355) in Osthessen, Deutschland. Sie liegen unmittelbar östlich des Kämmerzell-Hersfelder Fuldatales (355.2), das den Lauf der Fulda zwischen den nördlichen Ortsteilen Fuldas und Bad Hersfeld begleitet, und bestehen aus den Rombach-Hochflächen mit der 473,4 m hohen Mengshäuser Kuppe im Westen, dem Haunetal mit dem Hünfelder Becken bei Hünfeld in der Mitte und der Buchenauer Hochfläche mit dem 523,9 m hohen Stoppelsberg im Osten.
Da die Erhebungen der Haune-Hochflächen sich östlich der Fulda befinden und sich im Relief keine spürbare Grenze zur Rhön erkennen lässt, werden sie oft dem letztgenannten Mittelgebirge zugerechnet. Jedoch sind sie geologisch, u. a. durch den Buntsandstein, deutlich von der sich östlich anschließenden Kuppenrhön (Haupteinheit 353) unterschieden, was sich auch durch die auf den Hochflächen spürbar stärkere Bewaldung bemerkbar macht.

## Naturräumliche Gliederung
Folgendermaßen gliedern sich die Haune-Hochflächen (Flächen in Klammern):
- 355.3  Haune-Hochflächen
  - 355.30  Rombach-Hochflächen (= Wehrdaer Hochfläche[3]; 154,15 km²)
  - 355.31  Haunetal
    - 355.310  Oberes Haunetal  (15,42 km²)
    - 355.311  Hünfelder Becken (31,33 km³)
    - 355.312  Unteres Haunetal (44,41 km²)

  - 355.32  Buchenauer Hochfläche (72,71 km²)

### Angrenzende Naturräume
Nach Westen schließen sich hinter dem Kämmerzell-Hersfelder Fuldatales (355.2) von Süd nach Nord Schlitzer Land (355.1), Ottrauer Bergland (355.0) und Kirchheimer Bergland (355.4) an, alle ebenfalls Fulda-Haune-Tafelland. Im Norden folgt hinter dem Tal der Solz der Seulingswald (357.20), der zum Fulda-Werra-Bergland (Haupteinheit 357) gehört, im Osten in Soisberger Kuppenrhön (353.22), Milseburger Kuppenrhön (353.21) und Westlichem Rhönvorland (353.1) Teile der Kuppenrhön (Haupteinheit 353), im Süden das Fuldaer Becken (352.1) als zentraler Teil der Fuldaer Senke (Haupteinheit 352).

## Berge
Zu den Bergen der Haune-Hochflächen gehören – sortiert nach Höhe in Meter (m) über Normalhöhennull (NHN; wenn nicht anders genannt laut ):
- Stoppelsberg (523,9 m, Burgruine; Südrand Südwestteil der Buchenauer Hochfläche); auch zur Soisberger Kuppenrhön interpretierbar
- Mengshäuser Kuppe (473,4 m, Aussichtsturm; nördlichere Rombach-Hochflächen)
- Mahnberg (472,2 m; Scharte zum Stoppelsberg auf 408 m), Südwestteil der Buchenauer Hochfläche
- Wippershainer Höhe (455,6 m; Scharte zum knapp kleineren Ringberg in Wüstfeld auf 360 m, Scharte von diesem zu Sois- oder Lichtberg auf 352 m), Nordteil der Buchenauer Hochfläche
- Kieserlich (ca. 441 m[5]; südliche Rombach-Hochflächen)
- Hauberg (412,8 m); Zentralteil Buchenauer Hochfläche

## Ortschaften
Die Haune-Hochflächen liegen in den Landkreisen Fulda und Hersfeld-Rotenburg, Hünfelder Becken und Oberes Haunetal ausschließlich im erstgenannten Landkreis.
Flussaufwärts der Haune, von Nord nach Süd, finden sich:
- Bad Hersfeld
- Hauneck
- (r) Schenklengsfeld
- Haunetal
- (r) Eiterfeld
- Burghaun
- (Petersberg)
- (l) Fulda

## Fließgewässer
Die 66,5 km lange Haune als zentrales Fließgewässer durchfließt den Naturraum von Süden nach Norden. Auf den Rimbach-Hochflächen entspringt, neben dem namensgebenden, 9,1 km langen Rimbach, weiter nördlich auch noch der 10,0 km lange Schwarzbach. Nördliche, diesseitige Grenze zum Seulingswald bildet die 21,4 km lange Solz. Alle erwähnten Gewässer fließen von rechts und damit Osten in die Fulda.

## Allgemeine Quellen
- BfN
  - Kartendienste
  - Landschaftssteckbrief: Fulda-Haune-Tafelland